# Lercara Friddi
Lercara Friddi é uma comuna italiana da região da Sicília, província de Palermo, com cerca de 7.386 habitantes. Estende-se por uma área de 37 km², tendo uma densidade populacional de 200 hab/km². Faz fronteira com Castronovo di Sicilia, Prizzi, Roccapalumba, Vicari.

## Demografia
| Variação demográfica do município entre 1861 e 2011                               |
|                                                                                   |
| Fonte: Istituto Nazionale di Statistica (ISTAT) - Elaboração gráfica da Wikipedia |